# Matteo Bei
Matteo Bei (Montemagno, Camaiore, 30 de julho de 1880 — São Paulo, 11 de maio de 1956) foi um empresário ítalo-brasileiro do ramo imobiliário. 
Matteo Bei foi um dos grandes loteadores da zona leste de São Paulo, onde há uma avenida em sua homenagem, no distrito de São Mateus. Na década de 1940 uma gleba de 50 alqueires foi vendida a Bei e seu filho, Salvador, fazendo surgir a fazenda São Mateus. Dois anos depois da aquisição das terras, em 1948, o local foi loteado, dando início ao bairro de São Mateus.
Na cidade de São Vicente, estado de São Paulo, há uma escola em sua homenagem, que levou seu nome.